# تريفور بورنس
تريفور بورنس (بالإنجليزية: Trevor Burns)‏ هو لاعب كرة قدم أمريكي، ولد في 15 سبتمبر 2001 في كانساس سيتي في الولايات المتحدة.